# Pinheiros (ort)
Pinheiros är en ort i Brasilien.   Den ligger i kommunen Candelária och delstaten Rio Grande do Sul, i den södra delen av landet, 1 600 km söder om huvudstaden Brasília. Pinheiros ligger 107 meter över havet och antalet invånare är 1 511.
Terrängen runt Pinheiros är huvudsakligen platt. Pinheiros ligger uppe på en höjd. Närmaste större samhälle är Candelária, 13,8 km norr om Pinheiros.
Trakten runt Pinheiros består till största delen av jordbruksmark. Runt Pinheiros är det glesbefolkat, med 10 invånare per kvadratkilometer.